# Pietro Niccolini (senatore)
Pietro Eligio Michele Maria Niccolini (Ferrara, 22 gennaio 1866 – Ferrara, 16 ottobre 1939) è stato un imprenditore, giornalista e politico italiano.

## Biografia

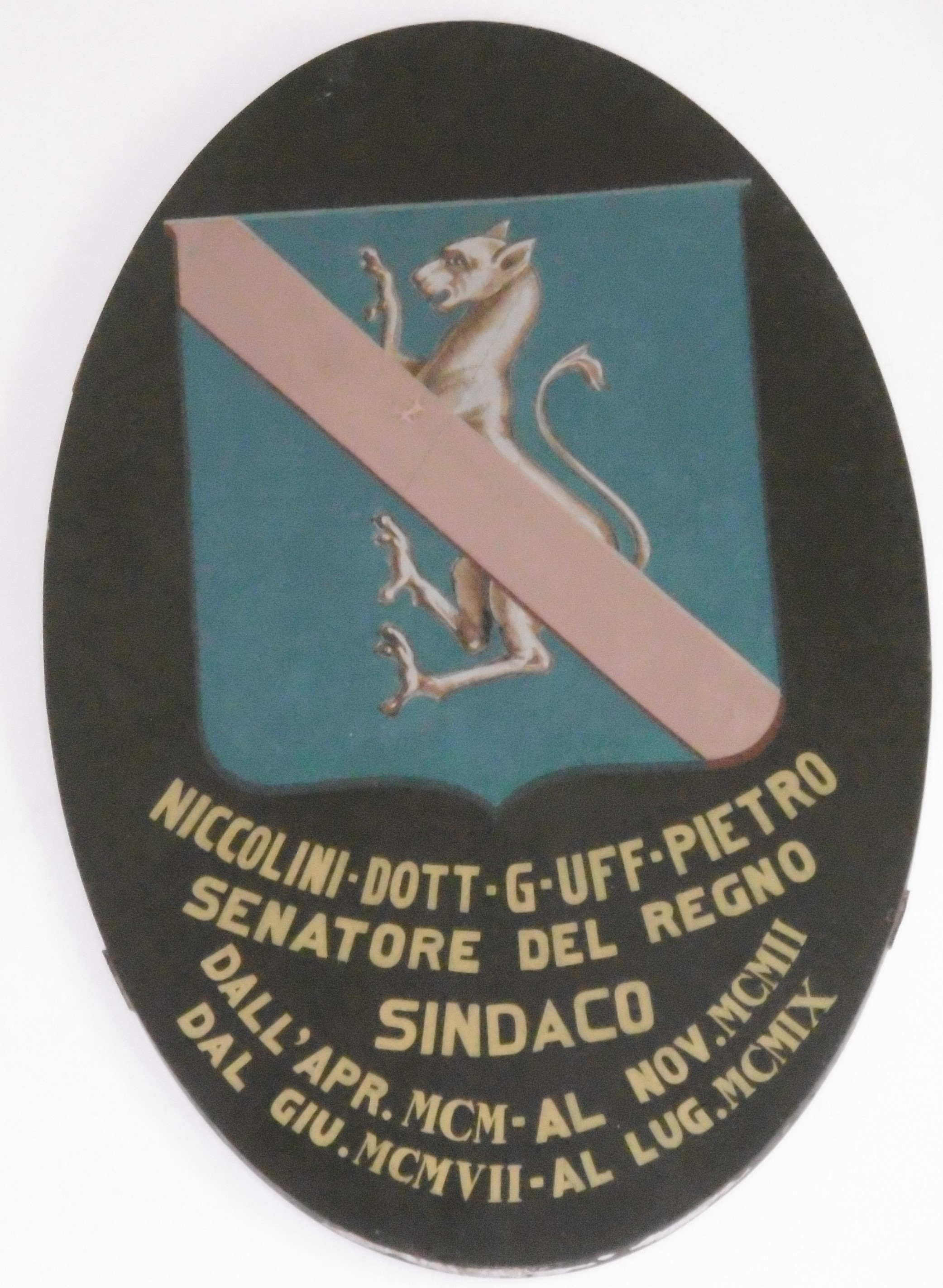
Stemma del Dott. G. Uff. Pietro Niccolini

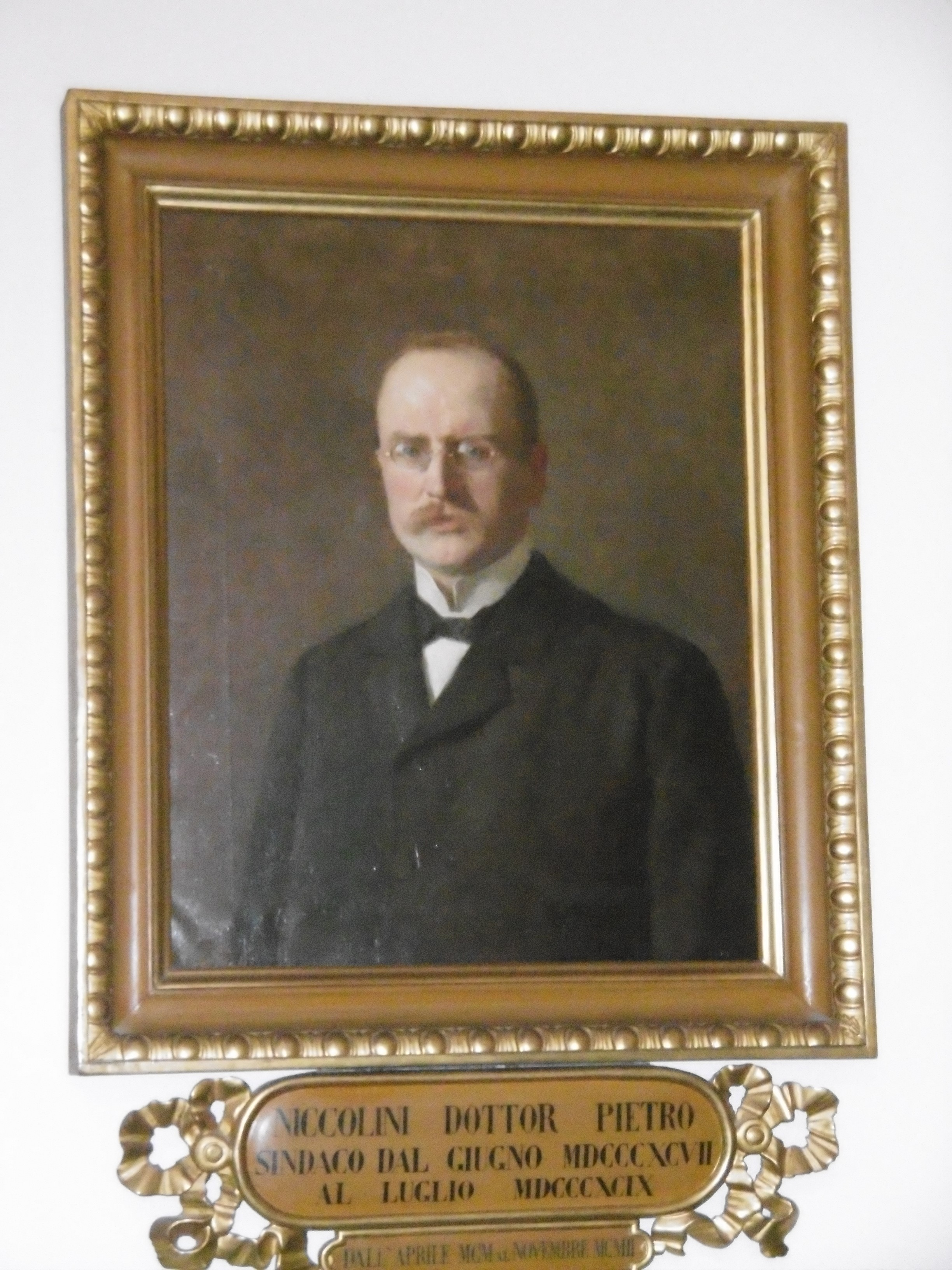
Ritratto di Niccolini Dottor Pietro nel Palazzo Municipale di Ferrara

Figlio di Antonio (1825-1894), grande proprietario terriero di Ferrara, pretore e consigliere comunale per circa due decenni, e di Francesca Bozzoli, si laureò in giurisprudenza nel 1887, dopo aver già da qualche tempo iniziato l'attività di giornalista dalle colonne della Gazzetta ferrarese, giornale di cui divenne in seguito direttore. 
Di orientamento liberale, due anni dopo la laurea venne eletto consigliere comunale, carica che mantenne fin oltre il 1905. Più volte assessore, tra il 1897 e il 1902 fu sindaco a capo di una coalizione di centro-destra che portò a compimento la municipalizzazione del dazio, il bagno pubblico comunale, la rete dei tram a cavalli e il collegamento ferroviario con la darsena fluviale. Sul finire dell'Ottocento fu tra i fondatori dell'Associazione Nazionale Comuni Italiani, di cui fu presidente dal 1915 al 1918. Nel 1904 venne eletto deputato del collegio di Ferrara grazie ad un accordo tra liberali e cattolici favorito durante la guida del comune, e la stessa base elettorale lo riconfermò nel 1909, mentre preferì ritirarsi in sede di ballottaggio alla consultazione del 1913.
Come proprietario terriero e amministratore di aziende agricole di grandi dimensioni, Niccolini si occupò ampiamente, non solo a livello politico, dei problemi dell'agricoltura quando, a cavallo tra ottocento e novecento, il socialismo accentuava la lotta di classe tra gli agrari e i lavoratori della terra. Dai banchi della Camera si fece promotore di un comitato parlamentare agrario e presentò una proposta di legge sui contratti di lavoro agricoli e la disciplina degli scioperi. In sinergia con le Assicurazioni Generali promosse inoltre l'istituzione di mutue per assicurare le coltivazioni da infortuni dei lavoratori, grandine e scioperi. Rivolse inoltre grande attenzione al problema delle bonifiche promuovendo la costituzione della Federazione nazionale dei consorzi di bonifica, di cui fu vice-presidente. Il suo impegno nella materia gli valse durante la prima guerra mondiale la presidenza della Confederazione nazionale agraria e nel 1920 la nomina a senatore a vita.
Negli anni venti del XX secolo sostenne l'ascesa del fascismo in funzione conservatrice, antisocialista e filo-agraria, ricoprendo le cariche di vice-presidente del Consiglio superiore dell'economia nazionale e presidente della sezione agricola e forestale del Consiglio dell'economia.